# Ibn al-Azraq
'Abû 'Abd-Allah Ibn al-Azraq était un juriste musulman né à Malaga, à Al Andalus, en 1427.
Instruit en Loi à Malaga et Grenade, il est devenu juge à Guadix, et Málaga, et est finalement devenu le Juge Suprême de Grenade sous le Sultan Abu al-Hasan . Ibn al-Azraq a écrit un livre sur la politique générale, ou il a commenté l'œuvre de droit d'Ibn Khaldoun, "La Voie et la Loi, Ou, Le Maître et le Juriste".
En 1487, il a été envoyé par la dynastie des Nasrides comme messager aux Mamelouks d'Égypte, afin d'obtenir de l'aide contre l'offensive Espagnole contre Grenade,,.
Dans le même temps, deux émissaires ont été envoyés à l'Empire Ottoman, avec la même demande d'aide, l'un de Játiva, et un certain Pacoret, de Paterna.
Comme sa mission fut inutile, il est resté en Orient, et est devenu juge à Jérusalem en 1491. Il est mort la même année, après quelques mois.